# Alberto Moravia

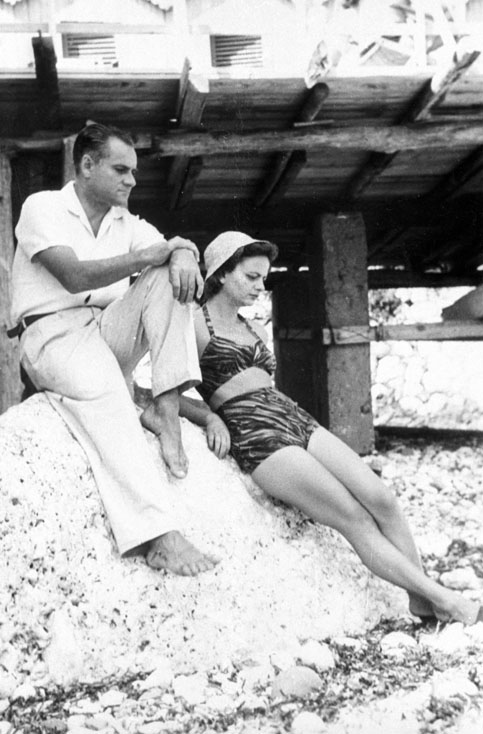
Alberto Moravia împreună cu Elsa Morante

Alberto Moravia, nume la naștere, Alberto Pincherle, (n. 28 noiembrie 1907, Roma, Regatul Italiei – d. 26 septembrie 1990, Roma, Italia) a fost unul din cei mai de seamă romancieri italieni ai secolului 20. A scris și teatru, a fost eseist, jurnalist și un important lider al intelectualilor de stânga din Italia. 
Operele sale explorează problemele sexualități moderne, alienarea și existențialismul. Moravia este probabil cel mai bine cunoscut pentru romanul său de un pronunțat caracter anti-fascist, Conformistul (în original, Il Conformista), care a constituit baza scenariului filmului omonim, Conformistul, regizat de Bernardo Bertolucci. Alte romane ecranizate ale lui Moravia includ Disprețul (titlul original, Il Disprezzo), regizat de Jean-Luc Godard în 1963 sub numele de Le Mépris și La Ciociara (cunoscut și ca Două femei, regizat de Vittorio de Sica în 1961, film datorită căruia Sophia Loren a câștigat premiul pentru cea mai bună actriță a anului respectiv. 
Se remarcă înclinația pentru analiza morală și radiografia conduitei umane surprinse în dezorientare și indiferență, făcând concesii pentru personaje, expresii ale egoismului dur și cinismului crud, atât în viața politică și în cea socială, cât și în raporturile matrimoniale, în care instinctul prevalează, într-o interpretarea adesea freudistă, asupra intelectului.
Tehnica cinematografică, de o obiectivitate complexă, imediată este desfășurată pe mai multe planuri, pe un stil predominant intelectualist, cu accente ironice.

## Scrieri
- 1927 - La cortigiana stanca
- 1929 - Gli indifferenti ("Indiferenții")
- 1935 - Le ambizioni sbagliate ("Ambiții înșelate")
- 1935 - La bella vita ("Frumoasa viață")
- 1937 - L'imbroglio (nuvele)
- 1940 - I sogni del pigro
- 1941 - La mascherata ("Mascarada")
- 1943 - La cetonia
- 1943 - L'amante infelice
- 1944 - Agostino
- 1944 - L'epidemia (povestiri)
- 1947 - La romana -- Femeia din Roma
- 1947 - La disubbidienza ("Nesupunerea")
- 1947, 1949 - L'amore coniugale -- "Dragoste conjugală"
- 1947 - Il conformista -- Conformistul
- 1954 - Racconti romani -- Povestiri din Roma
- 1954 - Il disprezzo -- Disprețul
- 1957 - La ciociara -- Ciociara
- 1959 - Nuovi racconti romani
- 1960 - La noia ("Plictiseala")
- 1962 - L'automa
- 1963 - L'uomo come fine (eseu)
- 1965 - L'attenzione
- 1969 - La vita è gioco
- 1970 - Il paradiso
- 1971 - Io e lui
- 1972 - A quale tribù appartieni
- 1973 - Un'altra vita
- 1975 - Al cinema (eseuri)
- 1976 - Boh
- 1978 - Una vita interiore
- 1980 - Impegno controvoglia
- 1983 - La cosa e altri racconti (colecție de povestiri)
- 1985 - L'uomo che guarda
- 1986 - L'inverno nucleare (eseuri și interviuri)
- 1990 - La villa del venerdì e altri racconti.